# Elbaiulus carpinorum
Elbaiulus carpinorum är en mångfotingart som beskrevs av Karl Wilhelm Verhoeff 1930. Elbaiulus carpinorum ingår i släktet Elbaiulus och familjen kejsardubbelfotingar. Inga underarter finns listade i Catalogue of Life.